# Ангиогенин
Ангиогенин (АНГ) такође познат и као рибонуклеаза 5 је мали протеин од 123 аминокиселине који је код људи кодиран АНГ геном. Ангиогенин је снажан стимулатор нових крвних судова кроз процес ангиогенезе. Ангиогенин хидролизује ћелијску РНК, што резултира модулираним нивоима синтезе протеина и ступа у интеракцију са ДНК изазивајући повећање експресије рРНК слично промотеру.
Ангиогенин је повезан са раком и неуролошким обољењима кроз ангиогенезу и кроз активирање експресије гена која потискује апоптозу.